# Wanne (Gefäß)

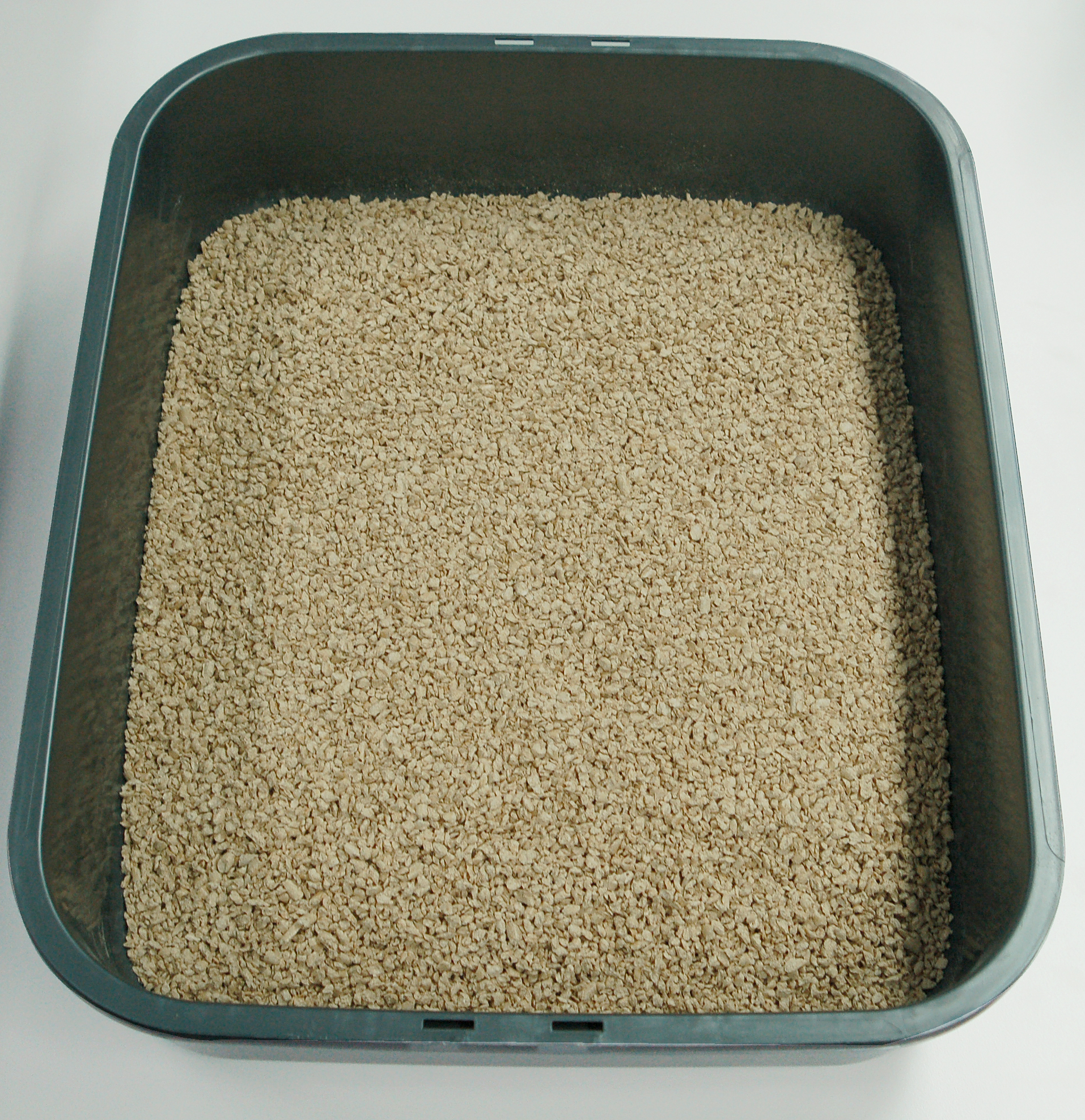
Kunststoffwanne

Wannen sind zumeist flache deckellose Behälter aus Holz, Stein, Metall oder Kunststoffen. Sie dienen zur Aufnahme von Flüssigkeiten (Badewanne, Duschwanne, Ölwanne) oder stark wasserhaltigen Mischungen (z. B. Mörtel). Auch in der Tierhaltung (z. B. bei Katzenklos oder bei Vogelkäfigen etc.) finden sie Verwendung.
Abgrenzungen zum Begriff „Trog“ sind manchmal schwierig.